# Svenska armén
Svenska armén är en försvarsgren inom den svenska Försvarsmakten med uppgift att utveckla, organisera och utbilda markstrids- och luftvärnsförband. Armén består av en insats- och en grundorganisation. Armén är indelad i truppslag: infanteriet, kavalleriet, pansartrupperna, artilleriet, luftvärnet, ingenjörtrupperna, signaltrupperna och trängtrupperna.
Ett försvarsbeslut om arméns struktur och utveckling fattas av Sveriges riksdag i regel vart fjärde år.

## Historia

### 1634–1901
Infanteriet var fram till 2000 det största och äldsta truppslaget inom armén. Enligt 1634 års regeringsform skulle det indelta infanteriet bestå av 20 regementen till fot, varav sju av dessa regementen skulle finnas i Finland. I 1634 års regeringsform fastställdes den svenska regementsindelningen, där det angavs att armén skulle bestå av 28 regementen till häst och fot, med fördelningen av åtta till häst och 20 till fot, varav sju av dessa regementen skulle finnas i Finland. De indelta och roterande regementena namngavs efter län eller landskap, medan de värvade regementena uppkallades efter sin chef. Regeringsformen angav Upplands regemente som det första i ordningen. Dock blev det ett nummer som aldrig användes, annat än för att ange regementets plats, enligt den då gällande rangordning.
Utöver de indelta regementen tillkom även värvade regementen till fot. Antalet regementen kom att variera under 1700- och 1800-talet och en bit in på 1900-talet, som max fanns det ett 30-tal förband som tillhörde truppslaget. Vid två tillfällen under 1700-talet kom truppslaget att drabbas av två större reduceringar. Dels genom Kapitulationen vid Perevolotjna, men även vid Stenbocks kapitulation vid Tönnigen, då stora delar av den svenska armén gick i fångenskap och regementena fick sättas upp på nytt i Sverige.
Den rangordning som hade fastställts i 1634 års regeringsform började halta och skapa luckor efter freden i Fredrikshamn den 17 september 1809, då Finland tillföll Ryssland och de svenska regementen i Finland upplöstes. Därmed fanns det ett behov med att skapa ett nytt system. Under kronprins Karl Johans tid infördes 1816 ett nytt numreringssystem, där de svenska regementena genom en generalorder den 26 mars 1816 tillfördes ett officiellt ordningsnummer, till exempel № 22 Värmlands regemente. Till grund för numreringen låg inte bara ett regementes status, utan också de svenska landskapens inbördes ordning, samt att Svealand, Götaland och Norrland skulle varvas. De lägsta ordningsnumren tilldelades "liv- och hus- trupperna". Dessa nummer hade dock ingenting med rangordningen att göra, vilket bland annat framgår av gamla förteckningar där infanteri- och kavalleriförband är blandade just med hänsyn till rang och värdighet.

### 1901–1936
Den 23 maj 1901 beslutade Sveriges riksdag om 1901 års försvarsreform, vilken ledde till att Indelningsverket helt ersattes med allmän värnplikt. Värnpliktssystemet byggde på en fast anställd stam av officerare samt allmän värnplikt. Övningstiden för de värnpliktiga förlängdes till 240 dagar vid infanteriet och 365 för specialtruppslagen. I krig skulle hären bestå av sex arméfördelningar och en kavallerifördelning. Genom utbrottet av Första världskriget beslöt riksdagen om 1914 års härordning den 12 september 1914. Detta medförde att värnpliktstiden ändrades så att den kom att infalla ett år tidigare vid 20 års ålder och sträckte sig fram till 42 års ålder och omfattade då totalt 23 år. Övningstiden för värnpliktiga utökades och omfattade mellan 340 och 365 dagar medan 485 dagar gällde för reservbefäl. Härordningen, det vill säga storleken på armén skulle 1925 omfatta tolv arméfördelningar. Utökningen av krigsmakten skulle ske under en 10-årsperiod, det vill säga mellan 1915 och 1925.
I samband med 1914 års härordning justerades 1914 samtliga ordningsnummer inom armén. För till exempel Värmlands regemente innebar det att regementet blev tilldelad beteckningen I 22. Justeringen av beteckningen gjordes för att särskilja regementen och kårer mellan truppslagen. Det med bakgrund till att namn och nummer som till exempel № 3 Livregementets grenadjärkår och № 3 Livregementets husarkår kunde förefalla egendomliga för den som inte kände till att förbanden ifråga tillhörde skilda truppslag.
Efter 1925 ansågs det att krigsmakten skulle minskas. Efter slutet av kriget ansågs det att något större krig ej skulle uppkomma under en längre tid på grund av Rysslands och Tysklands kraftigt försvagade ställning samt tillkomsten av Nationernas förbund, genom detta fattades av riksdagen den 26 maj 1925 försvarsbeslutet 1925. Försvarsbeslutet medförde att arméfördelningarna minskade till fyra och att 17 militärförband avvecklades. Värnpliktstiden sänktes till 140 dagar för huvuddelen av de värnpliktiga och många värnpliktiga överfördes till ersättningsreserven. Arméns och marinens flygstridskrafter slogs samman till den nya försvarsgrenen Flygvapnet.
I och med genomförandet av 1925 års försvarsbeslut bröts väsentliga delar av det tidigare rangordningssystemet sönder. Detta skedde genom att truppförband med höga stamnummer flyttades in i låga nummer som blivit vakanta efter avvecklade eller sammanslagna regementen och därvid även fick tillgodoräkna rang i enlighet med platsen i nummerserien. Till exempel Jämtlands fältjägarregemente som hade ett högt stamnummer övertog från den 1 januari 1928 det nummer som Andra livgrenadjärregementet tidigare innehaft, det vill säga I 5.

### 1936–2000

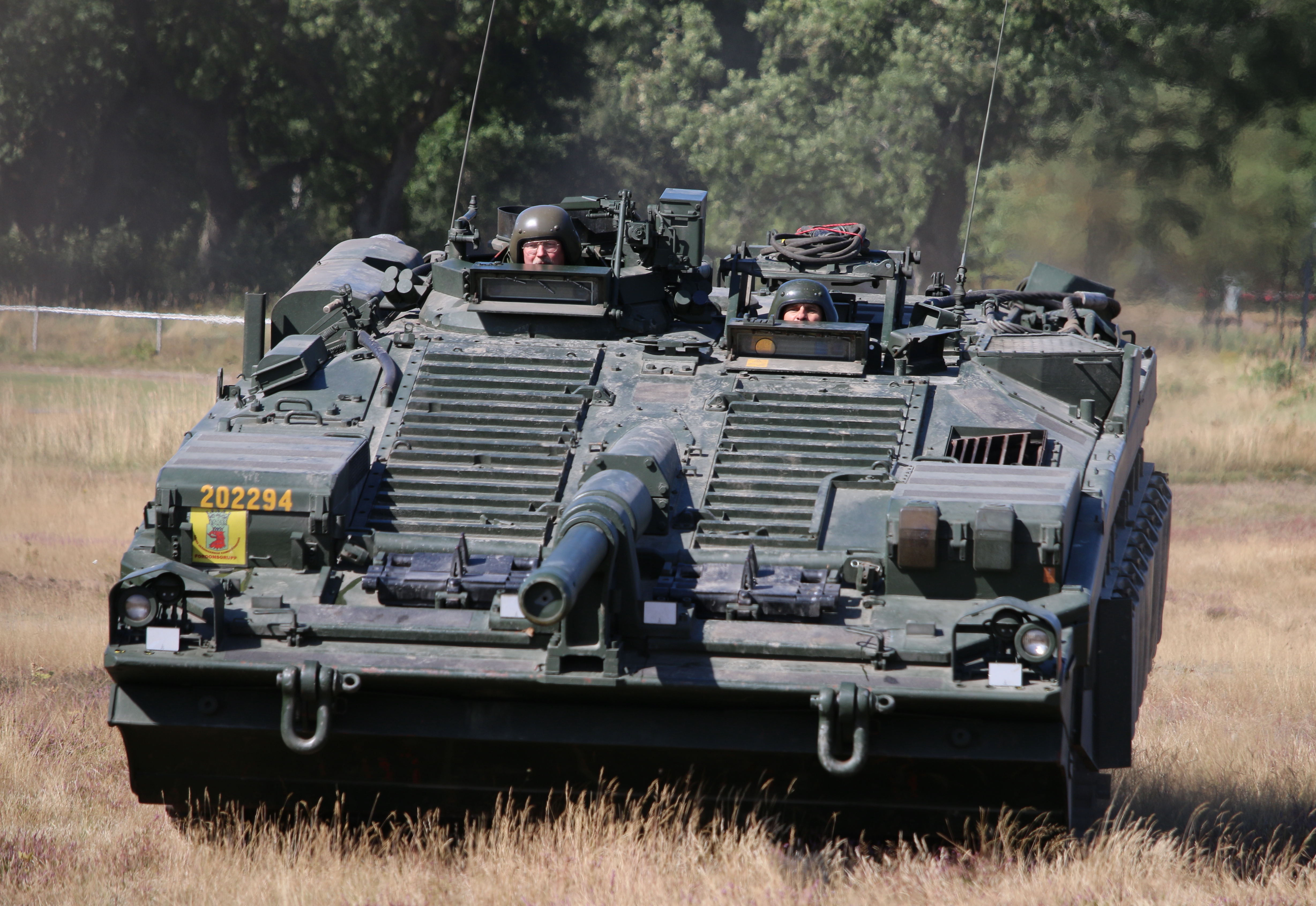
Stridsvagn 103.

I samband med försvarsbeslutet 1936 började armén satsa på pansarvapnet genom att stridsvagnsbataljon vid Göta livgarde (I 2) delades upp i två stycken pansarbataljoner och fördelades 1939 till Skaraborgs regemente (I 9) och Södermanlands regemente (I 10). Utvecklingen för armén fortsatte i samband med försvarsbeslutet 1942 då beslutet innebar att krigsorganisationen skulle utökas med två arméfördelningar och totalt omfattas av sex stycken. Utöver det tillkom fyra nya truppslag. Luftvärnet avskildes från artilleriet, pansartrupperna avskildes från infanteriet och signaltrupperna som avskildes från fortifikationen samt tygtrupperna. Infanteriet ålades att sätta upp dubbleringsregementen organiserade som fältregementen.
Efter andra världskriget påbörjades en nedrustning men då Sovjetunionen gjorde länderna i Östeuropa till satellitstater, vilket blev startpunkten på kalla kriget mellan väst och öst. Det svenska svaret på detta kom genom försvarsbeslutet 1948 och resulterade i att försvarsorganisationen skulle bibehållas i samma storlek som under kriget. Värnpliktvolymen uppgick redan 1950 till 40 000 personer. Armén övergick till att organisera brigader efter att tidigare varit organiserad med fältregementen. Brigadens organisation var betydligt mer slagkraftigare och starkare förband. Totalt kom 36 infanteribrigader och pansarbrigader om 6 000 man vardera att sättas upp. Av dessa var sex stycken moderna pansarbrigader, vilka utrustades med den brittiska Centurionstridsvagnen. Med beslutet följde även att tygtrupperna och intendenturtrupperna uppgick mellan åren 1948 och 1951 i trängkårerna inom trängtrupperna, som i samband med detta fick regementsstatus.
Genom försvarsbeslutet 1958 gjordes en mindre reducering av arméns krigsorganisation då fem stycken infanteribrigader avvecklades samt Södermanlandsbrigaden (PB 10) omorganiserades till pansarinfanteri. Dock så gjordes det en satsning på ett fortsatt starkt försvar genom att armén blev dels tillförda den nya stridsvagnen Stridsvagn 103. I samband med försvarsbeslutet 1963 fortsatte utvecklingen av arméns slagkraft under 1960-talet då fyra infanteribrigader omorganiserades till pansar samt att tre stycken infanteribrigader övergick till det nya typförbandet Norrlandsbrigad (totalt organiserades fem stycken brigader som norrlandsbrigad). Dock medförde beslutet att två stycken infanteribrigader avvecklades.
I mitten av 70-talet bestod armén av ett stort antal fältförband, lokalförsvarsförband samt hemvärn. Fältförbanden utgjordes av fördelningsstaber med stabs- och sambandsförband, cirka 50 självständiga infanteri-, pansar-, artilleri- och luftvärns (robot)-bataljoner. 24 infanteri- och norrlandsbrigader, samt 6 pansarbrigader utgjorde huvuddelen av förmågan. Lokalförsvarsförbanden bestod av ca 100 bataljoner och 400–500 självständiga kompanier. Totalt kunde Armén mobilisera ca 600 000 man varav hemvärnet nästan bidrog med 100 000 man.
I mitten av 1990-talet bestod armén av fältförband, territorialförband och hemvärn. Armén skulle inrikta sin planering mot 16 brigader och bestod i mitten på 1990-talet av sex fördelningsstaber med stabs- och sambandsförband, cirka 100 infanteri-, jägar-, pansar-, artilleri- och luftvärns (robot)-bataljoner. 11 infanteri- och norrlandsbrigader, samt två pansar- och tre mekaniserade brigader. Till detta kan läggas sju artilleriregementen fördelade över riket. Totalt 450 000 soldater fanns till förfogande varav cirka 100 000 bestod av hemvärnets personal. Viktigare vapensystem som kom ut till förbanden under mitten av 1990-talet var Stridsvagn 121 och Stridsvagn 122 samt Stridsfordon 90. Vidare fanns stridsvagnssystemen Stridsvagn 103 och Stridsvagn 104 kvar inom armén, dock under utfasning. Dessutom beslutades det i försvarsbeslutet 1992 att splitterskydda en stor del av arméns förband med inköp av öststatsfordon såsom Pansarbandvagn 401 och Pansarbandvagn 501.

### 2000–2015
Inför försvarsbeslutet 2000 föreslog regeringen i sin propositionen för riksdagen att den taktiska nivån inom försvaret skulle reduceras, det genom att fördelnings- och försvarsområdesstaber samt marinkommandon och flygkommandon skulle avvecklas. Detta för att istället utforma ett armétaktiskt, marintaktiskt respektive flygtaktiskt kommando vilka skulle samlokaliseras med operationsledningen. Förslaget innebar att ett flertal staber skulle avvecklas. Regeringens förslag till riksdagen innebar en kraftig reducering av arméförbanden. Vilket bland annat innebar att av de tretton brigadförbanden inom armén, skulle endast sex arméförband kvarstå för utbildning av armébrigadledningar och mekaniserade bataljoner. Vidare ansågs att de skulle vara relativt jämnt geografiskt fördelade över landet. Regeringen föreslog att upplösa och avveckla de fem infanteribrigaderna Livgardesbrigaden (MekIB 1), Värmlandsbrigaden (IB 2), Smålandsbrigaden (IB 12), Hallandsbrigaden (IB 16) och Dalabrigaden (NB 13). Detta då regeringen ansåg att bibehålla dem skulle kräva omfattande investeringar för att kunna utgöra enheter för mekaniserad utbildning. Vidare ansågs att deras övnings- och skjutfält i vissa fall var begränsande.

### 2015–nutid
Den 14 maj 2019 överlämnade försvarsberedningen sin rapport "Värnkraft", till försvarsminister Peter Hultqvist. I rapporten föreslog försvarsberedningen bland annat att krigsorganisationen skulle tillföras fyra regionalt utbildade territoriella skyttebataljoner, utöver den skyttebataljon som föreslogs på Gotland. Av geografiska-, beredskaps- och utbildningsskäl bedömde beredningen att två nya grundorganisationsenheter behövde etableras i form av två mindre regementen. De föreslagna regementena ansågs ha en årlig utbildningskapacitet om cirka 200–250 värnpliktiga. På sikt och efter ytterligare investeringar och resurstillskott, ansågs regementena kunna utöka utbildningsvolymen för att motsvara behovet av skytteförband för upp till en brigad. De värnpliktiga skulle i största utsträckning uttas regionalt för att bland annat säkerställa hög beredskap vid krigsförbanden. Försvarsberedningen konstaterade att bland annat Falun, Härnösand, Sollefteå och Östersund hade visat intresse för etablering av försvarsmaktsverksamhet.
Inför försvarsbeslutet 2020 presenterade regeringen den 12 oktober 2020 en överenskommelse, om att från 2022 återetablera Dalregementet i Falun, Västernorrlands regemente i Sollefteå, Norrlands dragonregemente i Arvidsjaur samt Bergslagens artilleriregemente i Krisintehamn. Gällande Falun angav regeringen att Dalregementet i Falun skulle återetableras för att utbilda två lokalförsvarskyttebataljoner, för skyddet av förbindelserna till Oslo och för skyddet av viktiga totalförsvarsanläggningar. Dalregementet ansågs av regeringen ha en utbildningskapacitet om årligen på cirka 200–250 inryckande värnpliktiga från närområdet och nå full kapacitet under perioden 2026–2030. Sollefteå ansågs viktig för skyddet av förbindelserna till Trondheim, vilket bland annat berör amerikanska marinkårens utplacerade utrustning i Trøndelag. Till Västernorrlands regemente föreslogs även Jämtlands fältjägarkår knytas som ett utbildningsdetachement i Östersund. Grundutbildningen i Sollefteå skulle motsvara två lokalförsvarsskyttebataljoner och i Östersund en lokalförsvarsskyttebataljon. I försvarspropositionen motiverade regeringen även återinrättandet av Norrlands dragonregemente med den utökade grundutbildningen som följer av organiseringen av två norrlandsjägarbataljoner. Med en utökad utbildning i Arvidsjaur av norrlandsjägarbataljoner särskilt utformade och utbildade för att verka i subarktisk miljö förstärks även den militära närvaron och förmågan i övre Norrland, liksom möjligheterna att verka på Nordkalotten. Eftersom verksamhet kontinuerligt bedrivits i Arvidsjaur även sedan Norrlands dragonregemente lades ned finns huvuddelen av den infrastruktur som behövs redan på plats. För att återinrätta organisationsenheten Norrlands dragonregemente behöver, utöver befintliga lokaler, ytterligare militär och civil personal tillföras för att inrätta en regementsstab samt stödenheter såsom logistikenhet, försvarshälsa samt skjutfältsavdelning. Gällande Bergslagens artilleriregemente angav regeringen att regementets skulle återetableras för att utbilda två till tre artilleribataljoner, för bland annat brigaderna i södra Sverige. Bergslagens artilleriregemente föreslogs av regeringen påbörja återetableringen åren 2021–2025, för att nå full kapacitet under åren 2026–2030.
Senast den 1 mars 2021 skulle Försvarsmakten redovisa myndighetens planering till regeringskansliet (försvarsdepartementet) över återinrättandet av de nya organisationsenheterna. Den 26 februari 2021 presenterade Försvarsmakten sitt budgetunderlag för 2022, där Försvarsmakten redovisade sin planering, förberedelser och verksamhet i syfte att kunna återinrätta de av försvarsbeslutet utpekade regementen. Den 26 februari 2021 presenterade Försvarsmakten sitt budgetunderlag för 2022, där Försvarsmakten redovisade sin planering, förberedelser och verksamhet i syfte att kunna återinrätta de av försvarsbeslutet utpekade regementen. Dalregementet föreslogs etableras från det fjärde kvartalet 2021, samt inleda sin utbildningsverksamhet under 2022. Initialt föreslog Försvarsmakten att Dalregementet skulle överta både verksamhet och lokaler från Dalregementsgruppen. Nybyggnation av ett kasernetablissemang antogs skulle kunna påbörjas år 2023 och innan det skulle stå färdigt åren 2027–2028 planerades verksamheten bedrivas i Dalregementsgruppens befintliga lokaler. Västernorrlands regemente föreslogs etableras från det första kvartalet 2022, initialt med huvuddelen av verksamheten utgående från Östersund och med regementsledning i Sollefteå. Bakgrunden till förslaget byggde på att Försvarsmakten genom befintliga lokaler sedan tidigare bedrev verksamhet i Östersund, vilket möjliggör utbildningsverksamhet från perioden 2022–2023 i Östersund och efter nybyggnation från 2024 även i Sollefteå. Norrlands dragonregemente föreslogs etableras från det fjärde kvartalet 2021, samt ansvara för utbildning av två norrlandsjägarbataljoner. Bergslagens artilleriregemente föreslogs etableras från den 1 januari 2025 för utbildning av två-tre artilleribataljoner. År 2024 bedömer Försvarsmakten att nybyggnationer i Kristinehamn kan påbörjas för att färdigställs åren 2029–2030. Fram till att byggnationen är klar, föreslog Försvarsmakten att verksamheten vid förbandet bedrivs i tillfälliga lokaler och/eller i lokaler i anslutning till Villingsbergs skjutfält. Från 2025[Uppdatering behövs] planeras även grundutbildningen påbörjas vid förbandet, men redan 2021 har Försvarsmakten påbörjat artilleriutbildning i södra Sverige med Skövde garnison som bas.
Vid planeringen av Försvarsmaktens tillväxt betraktatade man att de nya organisationsenheterna ur traditionssynpunkt blev återetableringar. Återetableringen möjliggjordes bland annat av att traditioner vid tidigare nedlagda enheter har förts vidare av andra förband. Vid upprättandet av hemvärnet som stridskraft angavs att traditioner från tidigare regementen kunde föras av hemvärnsbataljonerna, men vid en återetablering skulle återförs dessa till sitt eget regemente. De organisationsenheter som tillkom genom försvarsbeslutet 2020, är en direkt fortsättning av sina föregångare. Förbandens kortbenämningar har bevarats och Försvarsmakten övervägde aldrig att genomföra en revidering av ordningsnumren i likhet med den revidering som genomfördes 1928 i samband med 1925 års försvarsbeslut.

### Historisk statistik
| Svenska arméns storlek under Vasatiden och Stormaktstiden i jämförelse med övriga europeiska makter |                                                              |                        |                        |                        |                   |                   |                   |
| Befolkning ~1650 (miljoner)                                                                         | Befolkning ~1650 (miljoner)                                  | Soldater (tusen)       | Soldater (tusen)       | Soldater (tusen)       | Soldater (tusen)  | Soldater (tusen)  | Soldater (tusen)  |
| Stat                                                                                                | Storlek                                                      | ~1475                  | ~1555                  | ~1595                  | ~1630             | ~1650             | ~1710             |
| Sverige                                                                                             | 1.1                                                          | ..                     | ..                     | 15                     | 45                | 70                | 100               |
| Danmark-Norge                                                                                       | 1.3                                                          | ..                     | ..                     | ..                     | 30-40             | 35                | 53                |
| Preussen                                                                                            | 0.5                                                          | ..                     | ..                     | ..                     | 12                | 8                 | 40                |
| Polsk-litauiska samväldet                                                                           | 11                                                           | ..                     | ..                     | ..                     | 17                | 53                | 50                |
| Polsk-litauiska samväldet                                                                           | 11                                                           | ..                     | ..                     | ..                     | 17                | 53                | 100*              |
| Ryssland                                                                                            | 15                                                           | ..                     | ..                     | ..                     | 45                | 92                | 170               |
| England                                                                                             | 4.7                                                          | 25                     | 20                     | 30                     | . .               | 70                | 87                |
| Republiken Förenade Nederländerna                                                                   | 1.5                                                          | ..                     | ..                     | 20                     | 70                | 30                | 120               |
| Frankrike                                                                                           | 18                                                           | 40                     | 50                     | 45                     | 80                | 100               | 340-380           |
| Habsburgska monarkin                                                                                | 8                                                            | ..                     | ..                     | ..                     | 100               | 20-24             | 110-130           |
| Kastilien Aragonien                                                                                 | 7                                                            | 20                     | 155                    | 200                    | 300               | 100               | 50                |
| Osmanska riket **                                                                                   | 18                                                           | ..                     | ..                     | ..                     | 40                | 50                | 50                |
| Osmanska riket ***                                                                                  | 18                                                           | 94                     | 190                    | 200                    | ..                | 70-150            | ..                |
| * Alla polska styrkor på båda sidor i Stora nordiska kriget.                                        | * Alla polska styrkor på båda sidor i Stora nordiska kriget. | ** Enbart Janitsjarer. | ** Enbart Janitsjarer. | ** Enbart Janitsjarer. | *** Alla trupper. | *** Alla trupper. | *** Alla trupper. |

## Kvinnor i armén

### Äldre tid
I likhet med övriga europeiska arméer innefattade även den svenska armén en stor närvaro av kvinnor i fält i den så kallade trossen. Under medeltiden var det normalt i hela Europa att armén åtföljdes av kvinnor fält. Dessa utgjordes av hustrur till både befäl och soldater, prostituerade kvinnor, och kvinnor som livnärde sig på att tvätta, sy, laga mat, tvätta och sälja andra hushållstjänster. Eftersom de militära myndigheterna under äldre tid inte erbjöd soldaterna någon gemensam bespisning eller andra förnödenheter, var det upp till den enskilde soldaten att själv förse sig med mat och kläder, och eftersom matlagning, tvätt, sömnad, sjukvård och andra hushållssysslor inte ansågs lämpliga för män, fick dessa sysslor skötas av kvinnor som följde armén, i vardagligt tal kallade "trossen". Kvinnorna uppfattades som nödvändiga för arméns hushållssystem och sågs som en självklar del av det militära livet, även om de periodvis utsattes för hårda restriktioner.
De kvinnor som sålde förnödenheter och sexuella tjänster ansågs också vara en viktig del av armédisciplinen, eftersom de ansågs utgöra en dämpande effekt på de plundringar och sexuella övergrepp på lokalbefolkningen som annars ansågs kunna bli en oundviklig konsekvens. Med framväxten av de nationella arméerna under 1500-talet reglerades kvinnornas närvaro, och en vanlig trend var att soldathustrurna premierades medan de prostituerade kvinnorna och andra som inte var gifta med soldater uteslöts. I praktiken var det dock vanligt att de så kallade "lägerskökorna" accepterades av befälen. Utvecklingen var snarlik i de flesta länder i Europa.
I den svenska armén nämns inte uttryckligen om kvinnor följde armén ut i fält under krigståg på 1500-talet. Reglementet nämner inte kvinnor, och Gustav Vasa föredrog att anställa ogifta legoknektar om möjligt. I praktiken tros de ha varit ett så normalt inslag i militärlivet att de inte uppmärksammades. Att döma av till exempel bevarade listor på hur många personer som förplägades då armén och dess följe bespisades, är det noterat att ett betydligt större antal personer än antalet soldater fick mat, även om det inte nämns vilka dessa övriga personer var. Förhållandet var detsamma i den jämförbara danska armén, men under fälttåget vintern 1567-68 under nordiska sjuårskriget nämns hur en "landsknektskvinna" föder sitt barn i Holaveden: hon nämns av Axel Gyldenstjerne i en krönika av Jon Tursen och Peder Hegelund.

### 1621–1798
I Krigsartiklarna 1621 får soldater uttryckligen tillstånd att ta med sig sina hustrur i fält, medan prostituerade förbjuds, och samma förhållningsorder upprepas i 1683 års krigsartiklar. Under trettioåriga kriget åtföljdes den svenska armén i Tyskland omvittnat av ett mycket stort antal kvinnor. James Turner, en skotte i svensk tjänst, beskrev dem i tre kategorier:
- hustrur till högre befäl, som färdades i vagn
- prostituerade, som färdades till häst efter bagaget
- soldathustrur, som gick till fots bredvid trossen och spelade i viktig roll i arméns hushållssystem[35]

Kvinnor fanns närvarande i fält vid samtliga av Sveriges krig under samma sekel. De högre befälens hustrurs uppgift var främst att upprätthålla ett representativt sällskapsliv även i fält, och bland dem fanns bland andra Agneta Horn och hennes mor. Även inom den svenska armén delade man den vanliga europeiska synen att kvinnorna stärkte disciplinen och dämpade soldaternas övergrepp på lokalbefolkningen genom att förse soldaterna med förplägning, hushållstjänster och sexuella tjänster, men myndigheter och enskilda befäl försökte ständigt motarbeta de prostituerade till förmån för soldathustrur, bland annat genom giftermål.
År 1700 förbjöd Karl XII alla kvinnor att närvara i fält. De enda undantagen var marketenterskorna, som hade de militära myndigheternas tillstånd att sälja livsmedel, brännvin och tobak. Detta förbud var dock helt verkningslöst, och hustrur till militärer på alla nivåer följde med sina makar under hela det stora nordiska kriget, dessutom med kvinnligt tjänstefolk. Det påpekas dock att kvinnorna i den svenska armén var betydligt färre till antalet än i till exempel den samtida sachsiska.
En berömd episod ägde rum då Karl XII den 20 juni 1708 gav order om att samtliga kvinnor i armén, som då officiellt endast bestod av marketenterskor, skulle lämnas bakom då armén korsade floden Beresina till Rysslandp och återvända till Sverige. Kvinnorna korsade dock floden en mil längre upp och återförenades snart med armén, och en stor koloni svenska kvinnor och barn tillbringade några år senare fångenskapen med sina män i Ryssland.

### 1700- och 1800-talet
Under 1700-talet professionaliserades och byråkratiserades de nya nationella arméerna allt mer i Europa. Allteftersom arméledningen började organisera ett militärt kollektivt hushållssystem i fält, samtidigt som staten började organisera försörjning för soldathustrur i hemlandet, började kvinnors närvaro i fält förminskas allt kraftigare som det nya hushållssystemet gjorde deras närvaro oberättigad. I många länder, bland annat i Danmark, utfärdades också förbud för soldater att gifta sig utan tillstånd, för att undvika att dessa förde med sig hustrur i fält.
Denna utveckling fortgick under hela seklet i de flesta länder i Europa och kulminerade vid sekelskiftet 1800, då de flesta europeiska arméer endast tillät marketenterskor med militärt tillstånd att följa armén. Det finns inga uppgifter om att kvinnor ska ha följt den svenska armén under Pommerska kriget 1757-1762, men däremot tycks soldathustrur ha funnits närvarande i fält under Gustav III:s ryska krig, om än i kraftigt begränsat antal. I 1798 års Krigsartiklar nämns marketenterskorna som de enda kvinnor med tillstånd att åtfölja armén, och i kommunikationsrullorna för livgardet som kommenderades till Tyskland 1805-06 nämns till slut uttryckligen att hustrurna lämnades hemma.
Under 1800-talet var det som regel endast ogifta yrkeskvinnor som fick följa Europas arméer i fält, sedan de fått tillstånd för ett yrke som bedömdes nödvändigt för armén; detta var först endast det som marketenterska, från 1850-talet också som sjukvårdare. Prostituerade fortsatte informellt också följa armén trots de upprepade förbuden.

### Kvinnliga soldater, sedan 1865
Förutom de kvinnor som offentligt följde armén i fält, har kvinnor också trots det länge aktiva förbudet tjänstgjort som soldater utklädda till män, både i Sverige och i övriga Europa. Åtskilliga sådana fall är omtalade i historien från alla delar av världen, både i legender i antiken, och i historiskt bekräftade och dokumenterade fall sedan 1500-talet och framåt. Det kanske mest omtalade fallet i Sverige var Ulrika Eleonora Stålhammar.
I Sverige fick kvinnor först 1989 lönearbeta inom försvaret på samma villkor som män, något som då innebar att det sista manliga yrkesmonopolet i Sverige avskaffades. Samtidigt fick kvinnor tillgång till samtliga militära befattningar inom det svenska försvaret. Detta var ett sent steg i en process från 1800-talets slut som successivt öppnade armén och försvaret i övrigt för (militär) kvinnlig arbetskraft. Nedan listas ett antal steg i den utvecklingen:
- 1865 – Bildande av Damkommittén, den första kvinnoföreningen som arbetar med försvarsfrågor (och senare del av Röda Korset)
- 1989 – Kvinnor får tillträde till samtliga militära befattningar
- 2020 – Laura Swaan Wrede utses till Sveriges första kvinnliga general vid armén

## Organisation

### Befälhavare
Fram till år 1975 var det den svenska monarken som formellt var chef för armén samt för de ingående förbanden i Kungl. Maj:ts Liv- och Hustrupper. År 1937 bildades Chefen för armén (CA) för att leda armén i fredstid. Efter en stor omorganisation av Försvarsmakten år 1994 avskaffades CA och posten Chefen för arméledningen bildades vid det nyinrättade Högkvarteret (HKV).
År 1998 omorganiserades Försvarsmakten igen. De flesta av uppgifterna för Chefen för arméledningen flyttades över till den nya införda posten Generalinspektören för armén. Posten liknade den för svenska marinen Generalinspektören för marinen och Generalinspektören för flygvapnet.
Den 1 januari 2014 återinfördes befattningen Arméchef inom Försvarsmakten. Befattningen har inte samma uppgift som innan 1994, utan har som uppgift att produktionsleda förbanden inom armén, och vara deras främste företrädare genom att omhänderta Försvarsmaktens traditioner.
| Chefer för armén - 1937–1940: Per Sylvan - 1940–1944: Ivar Holmquist - 1944–1948: Archibald Douglas - 1948–1957: Carl August Ehrensvärd - 1957–1963: Thord C:son Bonde - 1963–1969: Curt Göransson - 1969–1976: Carl Eric Almgren - 1976–1984: Nils Sköld - 1984–1990: Erik Bengtsson - 1990–1994: Åke Sagrén | Chefer för arméledningen - 1994–1996: Åke Sagrén - 1996–1998: Mertil Melin Generalinspektörer - 1998–2000: Paul Degerlund - 2000–2003: Alf Sandqvist |

| Arméinspektörer - 2003–2005: Alf Sandqvist - 2005–2007: Sverker Göranson - 2007–2012: Berndt Grundevik - 2012–2013: Anders Brännström | Arméchefer - 2014–2016: Anders Brännström - 2016–2023: Karl Engelbrektson - 2023–20xx: Jonny Lindfors |

### Insatsorganisation
Enligt Försvarsmaktens Insatsorganisation 2018 utgörs Armén av följande krigsförband.
| Arméförband                       | Arméförband                    | Arméförband | Arméförband                                      | Arméförband |
| Krigsförband                      | Depåförband                    | Ort         | Kommentar                                        |             |
| --------------------------------- | ------------------------------ | ----------- | ------------------------------------------------ | ----------- |
| 2. brigadstaben                   | Skaraborgs regemente (P 4)     | Skövde      |                                                  |             |
| 3. brigadstaben                   | Norrbottens regemente (I 19)   | Boden       |                                                  |             |
| 10. livbataljonen                 | Livgardet (LG)                 | Kungsängen  |                                                  |             |
| 11. militärpolisbataljonen        | Livgardet (LG)                 | Kungsängen  |                                                  |             |
| 12. motoriserade skyttebataljonen | Livgardet (LG)                 | Kungsängen  |                                                  |             |
| 13. säkerhetsbataljonen           | Livgardet (LG)                 | Kungsängen  |                                                  |             |
| 21. ingenjörsbataljonen           | Göta ingenjörregemente (Ing 2) | Eksjö       |                                                  |             |
| 22. ingenjörsbataljonen           | Göta ingenjörregemente (Ing 2) | Eksjö       |                                                  |             |
| 31. lätta skyttebataljonen        | Livregementets husarer (K 3)   | Karlsborg   |                                                  |             |
| 32. underrättelsebataljonen       | Livregementets husarer (K 3)   | Karlsborg   |                                                  |             |
| 41. mekaniserade bataljonen       | Skaraborgs regemente (P 4)     | Skövde      |                                                  |             |
| 42. mekaniserade bataljonen       | Skaraborgs regemente (P 4)     | Skövde      |                                                  |             |
| 61. luftvärnsbataljonen           | Luftvärnsregementet (Lv 6)     | Halmstad    |                                                  |             |
| 62. luftvärnsbataljonen           | Luftvärnsregementet (Lv 6)     | Halmstad    |                                                  |             |
| 71. motoriserade bataljonen       | Södra skånska regementet (P 7) | Revingehed  |                                                  |             |
| 72. mekaniserade bataljonen       | Södra skånska regementet (P 7) | Revingehed  |                                                  |             |
| 91. artilleribataljonen           | Artilleriregementet (A 9)      | Boden       |                                                  |             |
| 92. artilleribataljonen           | Artilleriregementet (A 9)      | Boden       |                                                  |             |
| 181. mekaniserade bataljonen      | Gotlands regemente (P 18)      | Visby       |                                                  |             |
| 191. mekaniserade bataljonen      | Norrbottens regemente (I 19)   | Boden       |                                                  |             |
| 192. mekaniserade bataljonen      | Norrbottens regemente (I 19)   | Boden       |                                                  |             |
| 193. jägarbataljonen              | Norrbottens regemente (I 19)   | Arvidsjaur  | (lätt)                                           |             |
| 1. CBRN-kompaniet                 | Totalförsvarets skyddscentrum  | Umeå        |                                                  |             |
| 1. tungtransportkompaniet         | Skaraborgs regemente (P 4)     | Skövde      |                                                  |             |
| Försvarsmaktens operativa reserv  |                                |             | Förbandet sätts upp av olika utbildningsförband. |             |

## Depåförband
I fredstid är armén indelade i ett antal olika depåförband, eller så kallade Utbildningsförband. Antalet aktiva fredsförband har sedan slutet av Kalla kriget reducerats genom de olika försvarsbesluten med cirka 80–85 procent (en siffra som skiljer sig beroende räknesätt).

### Artilleriet
- Bodens artilleriregemente (A 8) Bodens garnison.
- Bergslagens artilleriregemente (A 9) Kristinehamns garnison.

### CBRN-förband
- Totalförsvarets skyddscentrum (SkyddC), Umeå garnison.

### Infanteriet och kavalleriet
- Livgardet (LG), Kungsängens garnison.
- Dalregementet (I 13), Falu garnison.
- Västernorrlands regemente (I 21), Sollefteå garnison.
- Livregementets husarer (K 3), Karlsborgs garnison.
- Norrlands dragonregemente (K 4), Arvidsjaurs garnison.
- Jämtlands fältjägarkår (FJK), Östersunds garnison

### Ingenjörtrupperna
- Göta ingenjörregemente (Ing 2), Eksjö garnison.

### Ledningsförband
- Ledningsregementet (LedR), Enköpings garnison.
- Markstridsskolan (MSS), Skövde garnison/Prästtomta skjutfält.

### Luftvärnstrupperna
- Luftvärnsregementet (Lv 6), Halmstads garnison.

### Pansartrupperna
- Skaraborgs regemente (P 4), Skövde garnison.
- Södra skånska regementet (P 7), Revinge garnison.
- Gotlands regemente (P 18), Visby garnison.
- Norrbottens regemente (I 19), Bodens garnison.

### Trängtrupperna
- Göta trängregemente (T 2), Skövde garnison.

## Vapensystem
Inom armén finns bland annat nedan följande vapensystem. Dock så utgick Stridsvagn 121 i samband med försvarsbeslutet 2004 ur Försvarsmaktens insatsorganisation, beslut om dess framtid saknas dock. Artillerisystem 08 även kallad Archer påbörjas att levereras till armén under 2011.
| Namn                          | Ursprung         | Typ                        | Antal        | Aktiv      | Bild       | Kommentar |
| Bandfordon                    | Bandfordon       | Bandfordon                 | Bandfordon   | Bandfordon | Bandfordon | Bandfordon |
| ----------------------------- | ---------------- | -------------------------- | ------------ | ---------- | ---------- | --- |
| Stridsvagn 122                | Tyskland         | Stridsvagn                 | 110          | 1996–      |            | Ett kompani om 14 stridsvagnar förrådsställt på Gotland. Övriga i Skaraborgs regemente i Skövde, Södra skånska regementet i Revingehed och Norrbottens regemente i Boden. Ursprungligen 120 vagnar beställda och levererade. Tio vagnar donerades till Ukraina sommaren 2023. |
| Bärgningsbandvagn 120         | Tyskland         | Bärgningsbandvagn          | 10+4         | 2002–      |            | |
| Brobandvagn 120               | Tyskland         | Brobandvagn                | 6 (På order) | 2017–      |            | Fordon är baserad på chassit till tidigare Stridsvagn 121 |
| Ingenjörbandvagn 120          | Tyskland Schweiz | Fältarbetsfordon           | 6            | 2011–      |            | Fältarbetsfordon tillverkad och konstruerad på chassit till tidigare Stridsvagn 121 |
| Stridsfordon 90               | Sverige          | Pansarskyttefordon         | 458          | 1993–      |            | Finns i flera version, Stridsfordon 90 (Strf 90), Luftvärnskanonvagn 90 (Lvkv 90), Stridsledningspansarbandvagn (Stripbv 90), Bärgningsbandvagn 90 (Bgbv 90), Eldledningspansarbandvagn (Epbv 90), Granatkastarpansarbandvagn (Gkrpbv 90). Ursprungligen 509 vagnar beställda och levererade, 51 vagnar donerade sommaren 2023 till Ukraina. |
| Granatkastarpansarbandvagn 90 | Sverige          | Bepansrad granatkastarvagn | 40           | 2019–      |            | Totalt 40 levererade med start 2019 och den sista levererad 2021 |
| Bandvagn 206/208              | Sverige          | Bandvagn                   | ???          | 1981–      |            | I juni 1979 beställde Armén 3500 exemplar av bandvagnen och har sedan tilläggsbeställt ytterligare 1000 vagnar. Från 2000 har ett stort antal avyttrats. |
| Bandvagn 309                  | Sverige          | Bandvagn                   | 93           | 2003–      |            | |
| Bandvagn 410                  | Sverige          | Bandvagn                   | 153          | 2012–      |            | |
| Hjulfordon                    |                  |                            |              |            |            | |
| Pansarterrängbil XA180        | Finland          | Trupptransportfordon       | 44           | 1988–      |            | XA-180 eller SISU som den även kallas, har främst använts till utlandsstyrkan. Totalt finns 44 vagnar. 2003/2004 återlämnades 26 lånade vagnar till Finland. |
| Pansarterrängbil 203          | Finland          | Trupptransportfordon       | 165          | 2001–      |            | Utvecklad version av XA-180, dock ej amfibisk. Finns i versioner som trupptransport, stridsledning, PVRobot, ambulans. |
| Pansarterrängbil 300          | Finland          | Trupptransportfordon       | 420          | 2023–      |            | Levererades med start 2023 |
| Pansarterrängbil 360          | Finland          | Trupptransportfordon       | 113          | 2013–      |            | Levererades med start 2013 med en option på ytterligare 113 vagnar |
| Personbil 8                   | Tyskland         | Grupptransportfordon       | 400          | 2013–      |            | Fordonet används främst av Hemvärnet. |
| Terrängbil 14                 | Tyskland         | Grupptransportfordon       | 435          | 1993–      |            | |
| Terrängbil 15                 | Tyskland         | Grupptransportfordon       | 151          | 2017–      |            | 90 på order till flygvapnet som klargöringsfordon |
| Terrängbil 16                 | Sydafrika        | Terrängfordon              | 102          | 2005–      |            | |
| Terrängbil 24                 | Finland          | Terrängfordon              | 260          | 2024–      |            | Levererades med start 2024 |
| Bärgningsterrängbil 20T       | Sverige          | Bärgningsfordon            | ???          | ????–      |            | |
| Artilleri                     |                  |                            |              |            |            | |
| Artillerisystem 08            | Sverige          | Haubits                    | 26           | 2012–      |            | 155 mm "Archer", baserad på dumperchassi med ombyggd och modifierad Haubits 77B. Den ursprungliga beställningen var på 24 pjäser. 12 av de 24 norska enheterna beställdes sedan under 2016. De resterande 12 norska enheterna beställdes 2019. Åtta pjäser varav två pjäser som del av underhållssystemet donerades sommaren 2023 till Ukraina. Storbritannien köpte 14 pjäser som tillfällig ersättning för dess AS-90 bandhaubitsar som har donerats till Ukraina. Hösten 2023 beställdes 48 Archerpjäser baserade på en 8x8 lastbil från tyska Rheinmetall MAN Military Vehicles. |
| Granatkastare m/41            | Sverige          | Granatkastare              | 50           | 1941–      |            | 120 mm granatkastare |
| Luftvärn                      |                  |                            |              |            |            | |
| Robotsystem 70                | Sverige          | luftvärnsrobotsystem       | Okänt        | 1977–      |            | Robotsystem 70 uppställt på sin lavett |
| Robotsystem 90                | Sverige          | luftvärnsrobotsystem       | Okänt        | 1993–      |            | Kombinerat sikte och lavett till Robotsystem 90. |
| Luftvärnssystem 103           | USA              | luftvärnsrobotsystem       | Okänt        | 2021–      |            | Levereras åren 2021–2023 |